# 宝船 (家具小売業者)
株式会社宝船（たからぶね）は、かつて埼玉県さいたま市に存在した小売業者。「家具の宝船」の屋号で埼玉県を中心に家具店を展開していた。2003年に経営破綻して以降はゲオグループ傘下に入り、2010年にゲオに吸収合併された。さいたま市にある本社跡地は、現在は、草野高砂ビル。

## 概要
1926年6月に「嶋田寝具店」として創業。1950年4月に「寶船屋家具店」として家具の販売に着手。法人としては1962年7月に株式会社宝船屋として設立。1983年11月に株式会社宝船に商号を変更。埼玉県を中心に関東一円に家具店を展開し、業界大手の一つに数えられていた。1985年には株式を店頭公開（現在の東証スタンダード）、同時期より取り扱い商品を日用品やバラエティグッズ等に多様化し、最盛期の1993年8月期には約248億6100万円の売上を記録した。
その後は消費低迷で売上が減少。不採算店舗の閉鎖を進め、本業の家具販売に注力したものの、同業間での競争の激化から2002年8月期で約78億1400万円まで売上が落ち込んだ。2002年10月には燃料・ガイアックスの製造販売を行うガイアエナジー株式会社の買収を発表。投資資金捻出のために円建転換社債の発行を予定したものの、資金の払い込みがなされず買収計画は失敗に終わり、対外的な信用を失墜。自主再建を断念し翌2003年1月14日に東京地裁に民事再生法の適用を申請し、倒産した。負債は101億2300万円だった。
その後、大手ビデオレンタルのゲオが宝船の再建を支援することとなり、2003年9月には同社の子会社となって不動産事業部門として株式会社ゲオエステートに商号を変更。2005年4月には株式会社ゲオ企画に不動産事業を譲渡（株式会社ゲオ企画は株式会社ゲオエステートに社名を変更）する形で、株式会社ゲオアクティブに商号を変更。以降は、福岡県福岡市博多区に本社を置き、九州・沖縄地方のゲオ直営店舗の運営を行っていたが、グループ再編に伴い2010年10月1日にゲオ本体に吸収合併され、宝船屋以来の歴史に名実ともに幕を下した。
家具のホンダ アウトレット宝船 足利店として栃木県足利市八幡町に当時の看板と建物、また店名の一部として名前だけを残している。(2021年4月時点)

## 関連項目

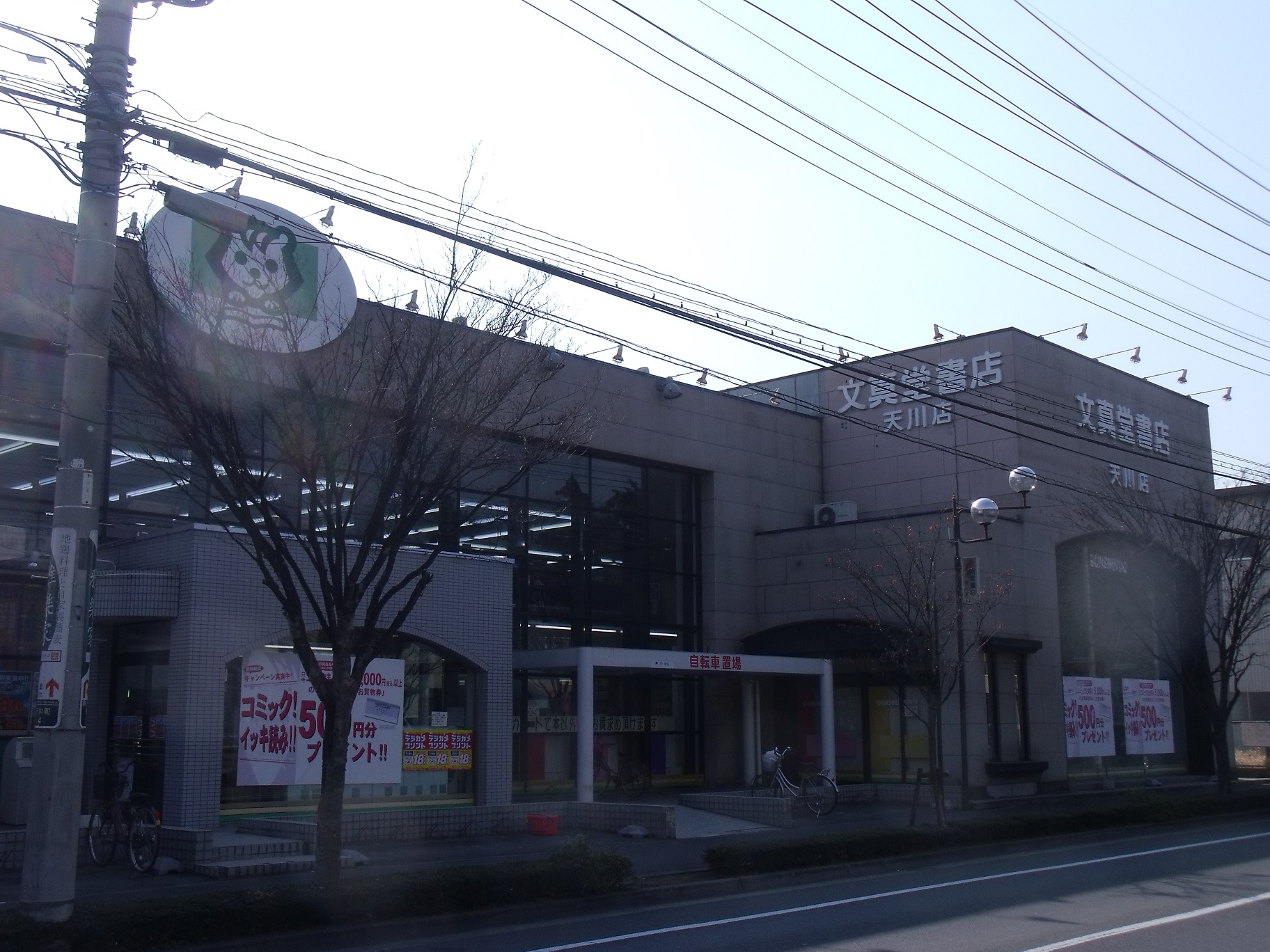
旧ユーノスエーツーゼット前橋南店。2017年現在、建物はハードオフ前橋天川店として存続中。
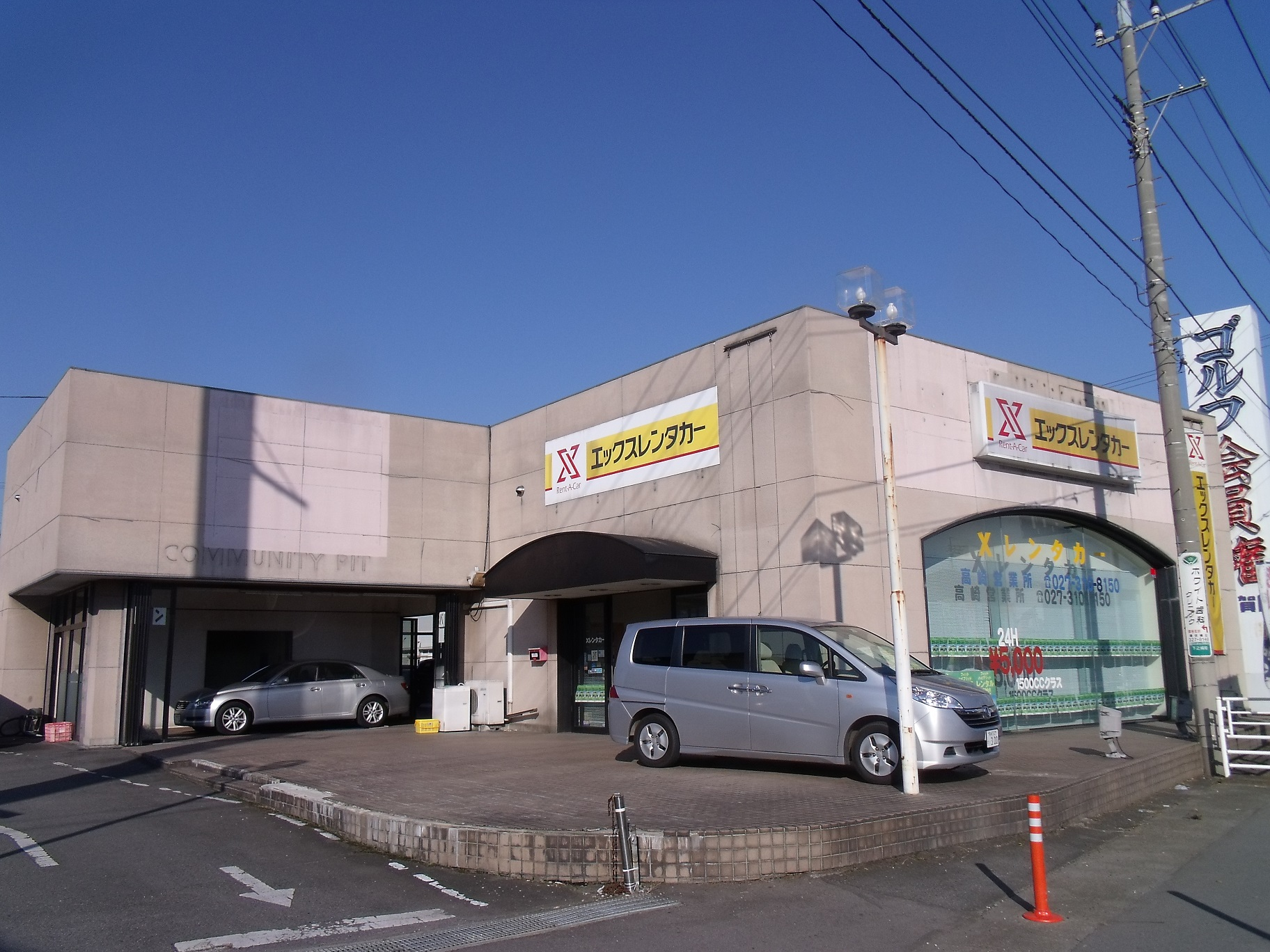
旧ユーノスエーツーゼット高崎南店。2017年現在、建物はオリックスレンタカー高崎下之城店として存続中。